# Claudius Posthumus Dardanus
Pour les articles homonymes, voir Dardanus.

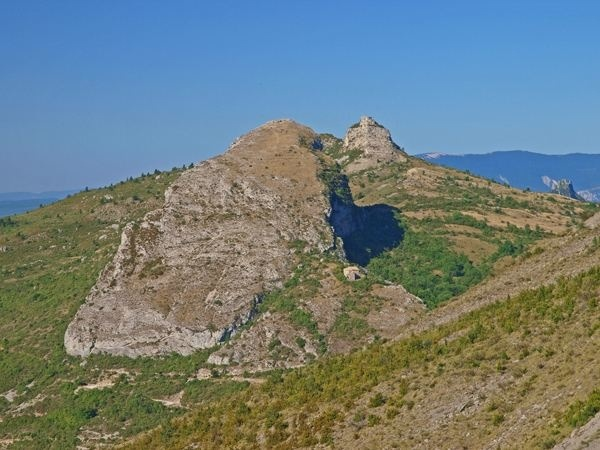
Rocher de Dromont, un des sites possibles de Théopolis fondée par Claudius Posthumus Dardanus

Claudius Postumus Dardanus est un préfet du prétoire des Gaules du début du Ve siècle qui, converti au christianisme, fonda une retraite appelée Theopolis. 

## Biographie

### Origines et carrière de préfet du prétoire des Gaules
Dardanus est issu d'un milieu modeste et doit à ses études et à ses capacités le fait d'atteindre le statut de patrice (c'est-à-dire au patriciat, qui est plus une fonction honorifique au Bas-Empire que l'acquisition du statut effectif de sénateur). 
Dardanus a eu une carrière réussie qui le mena aux plus hautes fonctions. Questeur, il accède au poste très important de maître des archives. Il est ensuite gouverneur de Viennoise puis nommé préfet du prétoire des Gaules, vraisemblablement une première fois en 401-404 ou en 406-407. Il est rappelé en 412-413 après le transfert en 407 du siège de la préfecture du prétoire des Gaules de Trèves à Arles. Lors de son second mandat, il se déclara contre Jovin, considéré comme usurpateur de l'autorité impériale et à qui il fit subir le dernier supplice après la défaite de Jovin à Valence contre le roi des Goths Athaulf. Celui-ci le captura et le livra au préfet Dardanus. C'est Dardanus qui fit exécuter Jovin à Narbonne en 413, puis qui envoya à Honorius, alors en résidence à Ravenne, les têtes du supplicié et de son frère Sebastianus,,.

### Conversion au christianisme
Dardanus se convertit ensuite au christianisme et se retire dans les Alpes où il entreprend des relations épistolaires avec saint Jérôme et saint Augustin. Il appartient à une vague de magistrats de l'Empire convertis au christianisme. Admirateur de saint Augustin avec lequel il avait noué des liens épistolaires, il est à l'origine de la fondation d'un établissement appelée Théopolis (en grec : « Cité de Dieu »), établi sur son domaine, pour lequel il fit construire une route menant à l'actuel village de Saint-Geniez depuis Sisteron, et entoure Théopolis de murailles. Aucun vestige archéologique de cet établissement n’a été découvert et on n’en connait pas l’importance, si ce n'est l'élargissement du défilé rocheux où passe la route et où se trouve une inscription latine gravée dans la paroi rocheuse. Était-ce une grosse villa fortifiée ou une petite ville, une sorte de monastère ? Aucun autre document que cette inscription n'atteste de cette fondation. La question de la fondation d'une Theopolis par un nouveau converti au christianisme est mise en perspective dans l'ouvrage de François Chatillon : fonder un établissement agricole sous les auspices de la religion chrétienne, mêlant travail et prière, sans pourtant verser dans le monachisme ou l'érémitisme est un fait intéressant, de la part d'un fonctionnaire impérial.

### Theopolis
Theopolis, nom qui évoque de la part d'un érudit christianisé — comme l’est probablement Dardanus — la Cité de Dieu augustinienne, est attesté par une inscription en latin sur une route de Sisteron. 
Son existence, son importance réelle et sa localisation ont fait l’objet de nombreuses publications, notamment de l’historien Henri-Irénée Marrou, dans un article consacré à saint Augustin et plus récemment de la synthèse archéologique de Géraldine Bérard, auteur de la Carte Archéologique des Alpes de Haute-Provence. Ce fut peut-être un simple lieu de méditation et de lecture comme Cassiciacum.

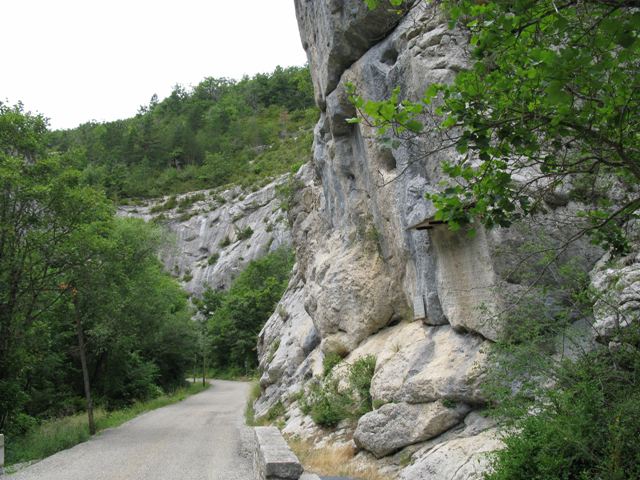
Route de Saint-Geniez - le lieu-dit La pierre écrite - La dédicace se trouve sur la droite de la photo.

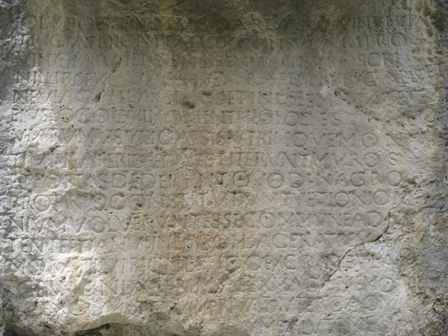
La dédicace gravée dans le rocher, telle qu'elle se présente en 2008.

Cette cité est connue par une longue inscription latine gravée sur un rocher à Saint-Geniez, appelé la Pierre écrite, dans laquelle sont mentionnés ses titres, le nom de son frère Claudius Lepidus, et de sa femme Naevia Galla :
- Le texte latin gravé :

CL, POSTVMVS DARDANVS V INL ET, PA
TRICIAE DIGNITATIS EX CONSVLARI PRO
VINCIAE VIENNENSIS EX MAGISTRO SCRI
NII LIB, EX QUAEST, EX PRAEF, PRET, GALL, ET
NEVIA GALLA CLAR, ET INL, FEM, MATER FAM
EIVS LOCO CVI NOMEN THEOPOLI EST
VIARUM VSVM CAESIS VTRIMQVE MON
TIVM LATERIB, PRAESTITERVNT MVROS
ET PORTAS DEDERVNT QUOD IN AGRO
PROPRIO CONSTITVTVM TVETIONI OM
NIVM VOLVERVNT ESSE COMMVNE ADNI
TENTE ETIAN V, INL. COM, AC FRATRE ME
MORATI VIRI CL, LEPIDO EX CONSVLA ....
GERMANIAE PRIMAE EX MAG MEMOR
EX COM, RERVM PRIVAT, VT ERGA OMN....
VM SALVTEM EORV
M STVDIVM
ET DEVO
TIONIS PVBLIC.... T...
TVLVS POSSET ......STENDI
- Texte latin transcrit non-abrégé :

« Claudius Postumus Dardanus, vir inlustris et patriciae dignitatis, ex consulari provinciae Viennensis ex magistro scrinii libellorum, ex questore, ex praefecto pretorio (sic) Galliarum, et Nevia Galla, clarissima et inlustris femina, mater familias eius, loco cui nomen Theopoli est viarum usum, caesis utriumque montium lateribus praestiterunt, muros et portas dederunt, quod in agro proprio constitutum tuetioni omnium voluerunt esse commune, adnitente etian (sic) viro inlustri comite ac fratre memorati viri Claudio Lepido, ex consulari Germaniae Primae, ex magistro memoriae, ex comite rerum privatarum, ut erga omnium salutem eorum studium et devotionis publicae titulus posset ostendi. »
- Traduction (Jean Guyon) :

« Claudius Postumus Dardanus, homme illustre et revêtu de la dignité de patrice, ancien consulaire de la province de Viennoise, ancien maître au bureau des requêtes, ancien questeur, ancien préfet du prétoire des Gaules et Naevia Galla, clarissime et illustre femme, la mère de ses enfants, au lieu-dit Théopolis, ont fourni un chemin viable en faisant tailler des deux côtés les flancs de la montagne et lui ont procuré murs et portes ; ce travail accompli sur leur propre terre, ils ont voulu rendre commun pour la sureté de tous, avec l'aide de Claudius Lepidus, frère et compagnon de l'homme susnommé, ancien consulaire de (la province de) Germanie première, ancien maître (du bureau) des Archives, ancien comte des affaires privées. Afin que leur zèle à l'égard du salut de tous et le témoignage de la reconnaissance publique puissent être montrés.  »
Les historiens ont d’abord considéré qu’il pouvait s’agir d’une ville complète. Actuellement, on considère plutôt que Theopolis a été un domaine privé rassemblant une petite communauté de chrétiens. La vallée de Chardavon, sur la commune de Saint-Geniez, livre en tout cas de nombreuses traces d’occupation gallo-romaine (notamment des tegulæ).
S’il reste quelque chose de Theopolis, ce peut être dans la crypte de la chapelle Notre-Dame-de-Dromon. L’église est attestée dès le XIe siècle, et le vocable sous lequel est placée la chapelle, Saint-Geniez, fait référence à saint Genès d'Arles, populaire dans l’Antiquité tardive.

## Sources

### Sources antiques
Dardanus est connu par plusieurs documents antiques, dont des lettres qui attestent de son inquiétude pour la vie future, à laquelle saint Jérôme et Augustin d'Hippone répondent sous forme extensive, et un écrit de Sidoine Apollinaire qui le dépeint de manière très négative :
- L'inscription de Pierre-Écrite : CIL XII, 1524
- Une lettre de saint Jérôme, datée de 414, dans laquelle il l'appelle « le plus noble des chrétiens et le plus chrétien des nobles »[13] et reprend la question qu'il lui a posée : « Quelle est cette terre promise, dont les juifs ont pris possession à leur retour d'Égypte, alors que leurs ancêtres l'avaient possédée auparavant et que, par conséquent, elle n'était pas promise mais rendue? » avant de lui répondre: « La terre des vivants, nous l'avons dit, c'est celle où sont préparés les biens du Seigneur pour les saints et pour les doux [...] Le sang du Christ est la clef du Paradis, quand il dit au larron : "Aujourd'hui tu seras avec moi en Paradis". C'est celle-là, avons-nous dit, qui est la terre des vivants ».
- saint Jérôme, Lettres. 129, 8. Saint Jérôme est la source de l'information selon laquelle Dardanus a été deux fois préfet. F. Chatillon fait la supposition que Dardanus connaissait personnellement Jérôme[14].

- Une lettre de saint Augustin, datant de 417, qui lui répond à deux questions sur le salut : « de quelle manière nous devons croire que Jésus-Christ homme, médiateur entre Dieu et les hommes, est maintenant dans le ciel, puisque, lorsqu'il était attaché à la croix et sur le point de mourir, il dit au bon larron : "Tu seras aujourd'hui avec moi dans le Paradis" (Luc XXIII, 43). Vous dites : "Que le Christ est Dieu tout puissant, et que vous ne pourriez pas le croire Dieu sans le croire également homme parfait." »
- saint Augustin, Lettres. Lettre 187 (clxxxvii) (datée de 417). Œuvres complètes de Saint Augustin traduites pour la première fois en français sous la direction de M. Poujoulat et de M. l’abbé Raulx, Bar-Le-Duc 1864, Tome I, p. 519-561 ; Tome II ; Tome III, p. 1-123. On peut consulter cette lettre en traduction française, sur le site web de l'Abbaye de Saint-Benoît en Suisse. Texte important dans la controverse anti-pélagienne.

- Une lettre de Sidoine Apollinaire (dont le grand-père avait appartenu à la fraction de l'aristocratie gallo-romaine qui avait soutenu l'usurpateur Jovin), dans laquelle il affirme que Dardanus réunissait tous les vices des divers oppresseurs des Gaules au temps d'Honorius, « la légèreté de Constantin, la faiblesse de Jovin, la perfidie de Géronce »[15].sur ce site
- Sidoine Apollinaire, Lettres, V, 9.1. Lettre à Aquilinus. Édition des Belles-Lettres (Collection des Universités de France), Tome II, vol. 199. Texte établi et traduit par André Loyen.  (ISBN 9782251012483). Jugement peu flatteur sur Dardanus, qui vivait une cinquantaine d'années avant S. Apollinaire et que celui-ci n'a donc pas connu.

- Un fragment d'Olympiodore, transmis par Photios, Codex, 80 mentionne la mise à mort de Jovin par Dardanus.
- Un passage de la Chronica Gallica de 452[16] fait aussi référence à ces circonstances.
- Dardanus est aussi cité dans le Code Théodosien[17].
- L'Histoire littéraire de la France lui consacre un chapitre[18].